# 东北边疆历史与现状系列研究工程
东北边疆历史与现状系列研究工程，简称东北工程，是中国2002年开始进行的一项历史研究项目，计划为时5年，由中国社会科学院和东北三省联合主办。
东北工程课题包括三大系列：研究类、翻译类和档案资料类。主要研究古代中国疆域理论、东北地方史和民族史、古朝鲜、高句丽和渤海国；中朝关系史等。
根据北京大学教授宋成有的说法东北工程项目的设立，“既有学术研究的考虑，也有现实问题的考虑。”中国的边疆史地研究中心网站在对东北工程的简介中声称，外国的研究机构和学者在研究东北历史关系等方面“别有用心”地“歪曲史实”，“使得东北边疆历史与现状的研究面临诸多挑战”，因此设立这一项目。

## 背景
中国东北是中国重要的边疆地区，近代以来，很多中国学者从事东北边疆问题的相关研究，19世纪中叶曾诞生了研究东北疆域的专著《朔方备乘》。在东北工程启动之前，东北地区的黑龙江、吉林和辽宁三省已经形成了各具特色的东北边疆历史问题研究基地，如黑龙江省社会科学院的中俄关系史与渤海史研究，吉林省社会科学院与吉林大学的东北通史研究，辽宁社会科学院的东北近现代史研究，沈阳故宫博物院的先清史研究，辽宁省民族研究所的满族研究，北华大学的古籍整理和研究，吉林通化师范学院与吉林省考古研究所的高句丽研究，延边大学的朝鲜族历史研究等，此外还有东北师大东北民族与疆域研究中心，沈阳东亚研究中心等研究机构。1999年，中国社会科学院边疆史地研究中心与东北师范大学共同建立“中国边疆历史与社会研究东北科研工作站”，以协调、组织东北边疆历史的学术研究工作。

## 争议

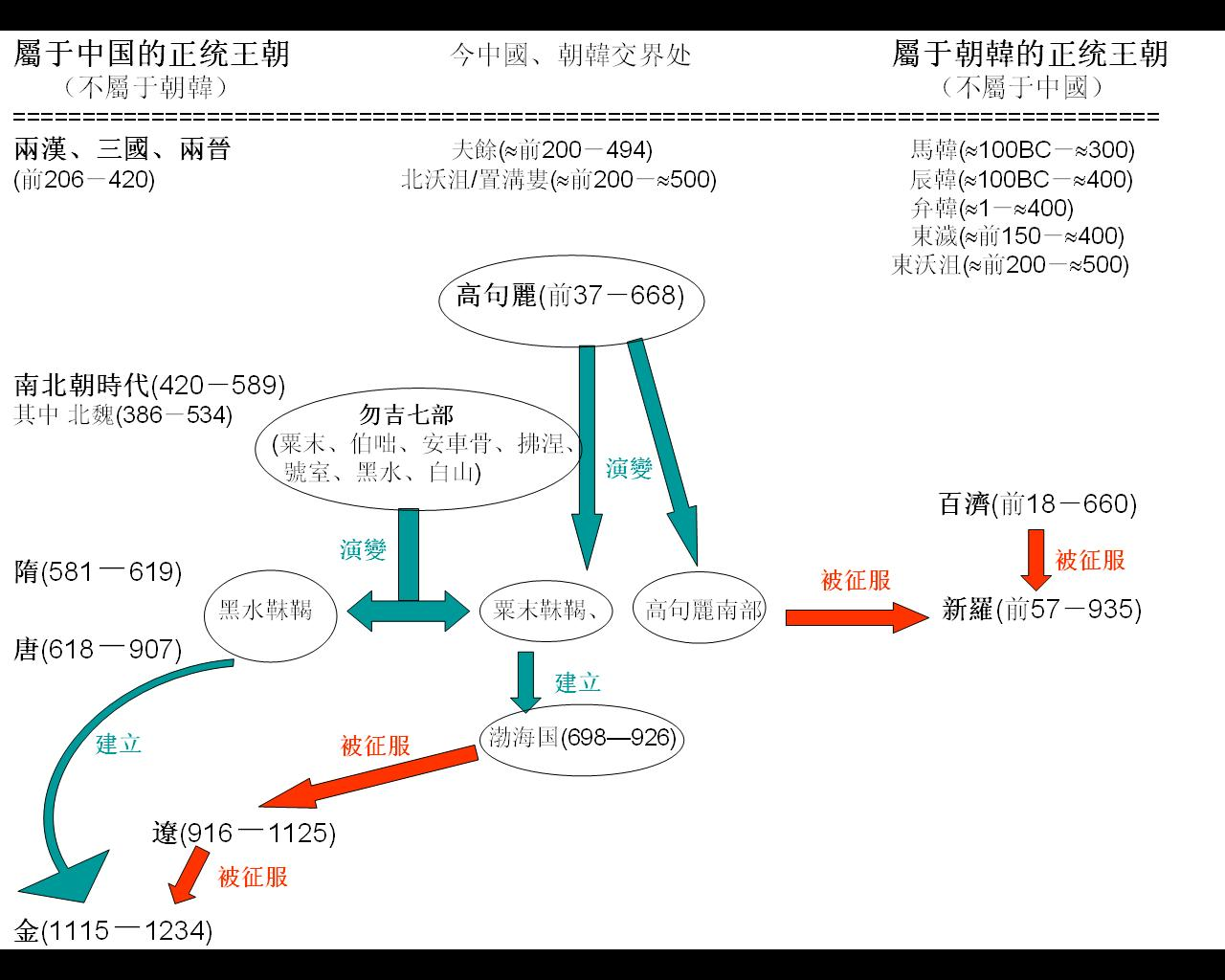
高句丽关系演化图

南北朝鲜学术界认为中国的东北工程将原本朝鲜半岛历史的高句丽列为中国历史，是中国民族主义发展的结果，利用学术搞政治，并认为中国自古就承认高句丽为朝鲜历史。
南北朝鲜认为东北工程利用历史维护现实利益，对此表示反对。
高丽大学名誉教授金贞培认为，东北工程几乎没有学术基础可言，“高句丽是中国东北的少数民族政权”这一主张之前在中国也是缺乏影响力的少数论。

## 媒体报道
- 凤凰网认为中韩领土争议的真相是韩国学界肆意伪造历史。[5]